# Yun Humyong
Yun Hu-myong (en coréen : 윤후명) est un poète, romancier et critique sud-coréen né à Gangneung le 17 janvier 1946 et mort le 8 mai 2025 .

## Biographie
Né à Gangneung dans la province Gangwon-do, en zone américaine d’occupation en Corée, sous le nom de Yun Sang-gyu. Il a obtenu une licence en philosophie à l'université Yonsei.

## Œuvre
Bien qu'il soit l'un des principaux écrivains coréens des années 1980, les récits de Yun hu-myeong maintiennent une certaine distance avec la tendance dominante de la littérature coréenne des années 1980, à savoir ce souci de réalisme comme outil littéraire adéquat pour rendre les situations sociales contemporaines. Au lieu de cela, ce qui anime avant tout son monde littéraire, c'est d'abord le désir individuel et le pouvoir de l'imagination. Une situation typique de ses œuvres est celle d'un homme souffrant d'un sentiment de manque lancinant : cette souffrance se trouve amortie par le train-train de la routine. Il se plonge alors dans les fantasmes ou dans les voyages afin de transcender le monde du réel. Cette recherche repose souvent sur le désir ardent du protagoniste pour une femme. Mais ce fantasme ne peut pas durer, et pourtant c'est ce mouvement incessant des fantasmes et des désirs qui le projette loin de la triste réalité et qui lui permet en quelque sorte de ressusciter, de surmonter la solitude ou le désespoir. Cet individualisme romantique est renforcé par le style lyrique et sentimental de Yun. 
Ainsi, les romans de Yun traitent essentiellement de la relation entre le fantasme et la réalité dans la vie des individus. De la même façon, sa poésie traite de la connexion entre le spirituel et le profane.
En 1994, il remporte le Prix de littérature contemporaine (Hyundae Munhak) pour Avec l'amour des étoiles (Byeoreul saranghaneun ma-eumeuro), et en 1995 le Prix Yi Sang pour Bateau blanc (Hayan bae).

## Publications

### Nouvelles
- 돈황의 사랑 L'amour de Dunhuang (1982)
- 부활하는 새 Le phénix (1985)
- 모든 별들은 음악 소리를 낸다 Toutes les étoiles émettent de la musique (1987)
- 원숭이는 없다 Il n'y a pas de singes (1989)
- 약속없는 세대 Génération sans promesses (1989)
- 알함브라 궁전의 추억 Souvenirs de l'Alhambra (1990)
- 협궤열차 Chemin de fer à voie étroite (1992)

### Romans
- 이별의 노래 Chant d'adieu (1995)
- 오늘은 내일의 젊은 날 Aujourd'hui est la jeunesse de demain (1996)
- 여우사냥 La chasse aux renards (1997)

### Poèmes
- 홀로 가는 사람  Celui qui part seul (1986)
- 홀로 등불을 상처 위에 켜다 Seul, j'allume la lampe sur la plaie (1992)
- 명궁 Un arc réputé (1997)